# Lena Reinhold
Lena Reinhold (* 1982 in Darmstadt) ist eine deutsche Schauspielerin und Dramaturgin.

## Leben
Reinhold wuchs in Konstanz auf. 1999–2000 verbrachte sie ein Schuljahr in den USA, nach ihrem Abitur 2002 lebte sie für ein Jahr in Paris. Anschließend zog sie nach Berlin und begann ein Studium der Komparatistik, Theaterwissenschaft und Philosophie an der Freien Universität, das sie mit einem Magister abschloss.
Neben ihrem Studium nahm sie Schauspielunterricht und spielte in freien Theaterproduktionen mit, es folgten weitere Rollen in Kurz- und Kinofilmen sowie als Episodendarstellerin in Fernsehserien wie SOKO Leipzig oder Der Bergdoktor.
Reinhold veröffentlichte Kurzprosa in der Literaturzeitschrift Edit N°56 und gewann 2013 den Konstanzer Förderpreis für Literatur.
Als Dramaturgin arbeitet sie seit 2016 eng mit der Theaterregisseurin Nicole Oder zusammen.
Lena Reinhold wohnt in Berlin.

## Filmografie

### Serien und Reihen
- 2022: Die Bergretter (Fernsehserie, Folge: Die Zeit, die bleibt)
- 2021: Der Bergdoktor (Fernsehserie, Folge: 14x07 Tausend und ein Tag)
- 2021, 2022: SOKO Leipzig – (Fernsehserie, Folgen: Das ewige Leben (Teil 1 +2), Schlüssel zur Wahrheit)
- 2022: Mordsschwestern – Verbrechen ist Familiensache – (Fernsehserie, Folge: 1x01 Schwarzer Fisch)
- 2022: Der Alte (Fernsehserie, Folge: Verantwortung)
- 2023: Das Quartett: Mörderischer Pakt (Fernsehserie, Folge: Mörderischer Pakt)
- 2023: SOKO Potsdam (Fernsehserie, Folge: Unter Kontrolle)
- 2024: Notruf Hafenkante (Fernsehserie, Folge: Schuld und Sühne)

### Spielfilme
- 2005: Der weiße See
- 2011: Unknown Identity
- 2018: Softness of bodies
- 2018: Amokspiel
- 2019: Alle reden übers Wetter
- 2023: Herzstolpern (Fernsehfilm, Teil 1 – Aufbruch nach Italien, Teil 2 – Neustart ins Leben)

### Kurzfilme
- 2006: Glückstag
- 2009: d'efecta
- 2012: One Day Berlin
- 2012: Plankton
- 2013: Geteiltes Leid
- 2013: Remember a Day – Echoes of a life
- 2015: Nos Petites Morts
- 2016: Die Turnerin
- 2017: Ich geh jetzt
- 2017: Ella
- 2017: Strandläufer

## Theater
- 2005: Bob
- 2005: Die Liebenden in der U-Bahn
- 2007: Maria Braun in Love
- 2008: Tür/Tür
- 2008: Feuergesicht
- 2008: Valentin's Special
- 2008: Auf Asphalt
- 2008: Dienstagwelt
- 2009: Krankheit der Jugend
- 2009: Entfernung
- 2009: Opera d'efecta
- 2009: Der nackte Wahnsinn

## Auszeichnungen
- Weimar Poetry Film Award, Jurypreis für Standard Time
- Zebra Poetry Film Festival 2018, Hauptpreis des deutschsprachigen Wettbewerbs für Standard Time